# Siparuna glycycarpa
Siparuna glycycarpa là một loài thực vật có hoa trong họ Siparunaceae. Loài này được (Ducke) S.S. Renner & Hausner mô tả khoa học đầu tiên năm 2005.